# بيت عوا

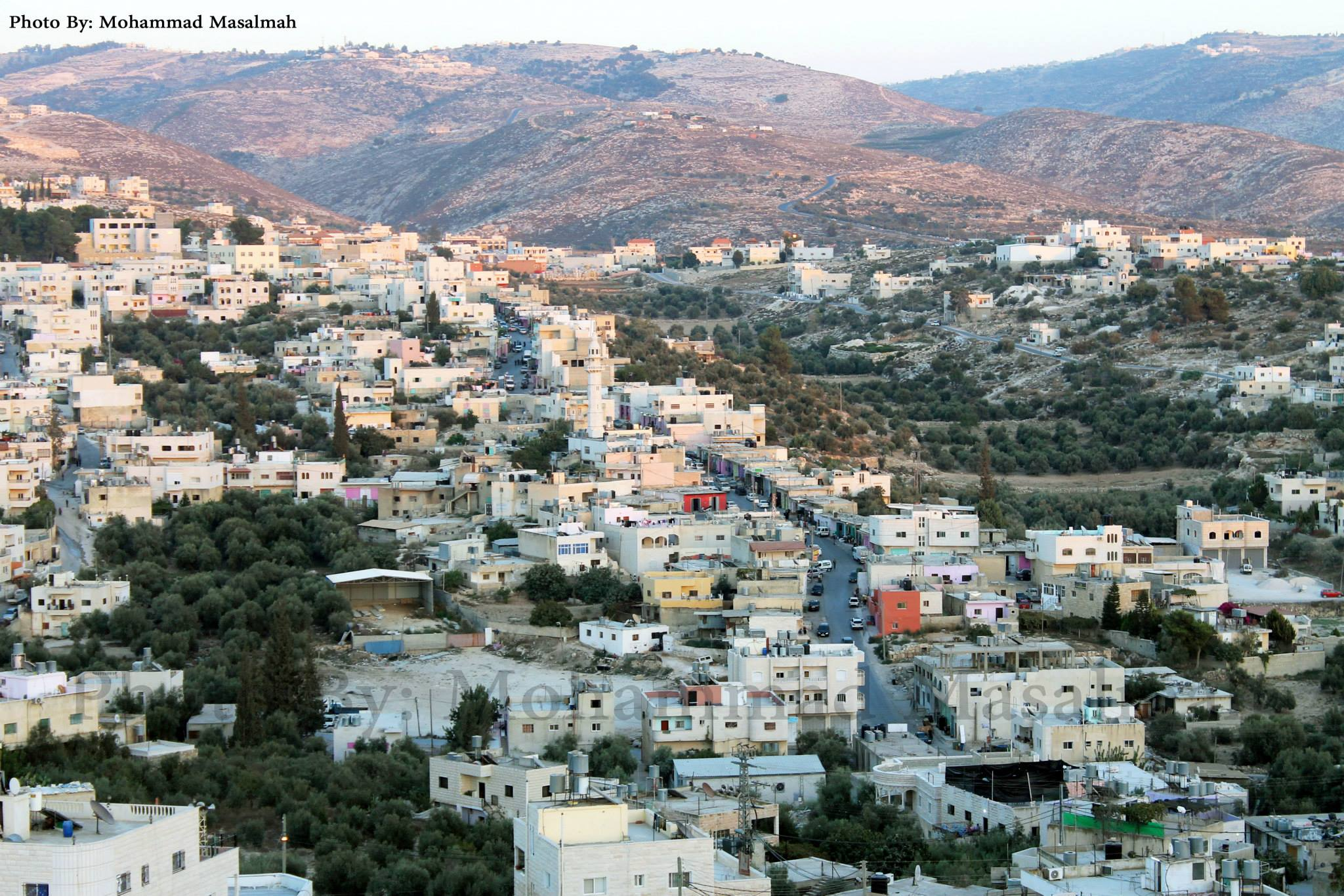
بلدة بيت عوا الفلسطينية

بلدة بيت عوا الفلسطينية، إحدى قرى محافظة الخليل

## التسمية
- المعنى اللغوي: في المعجم الوسيط، صفحة 638 جاءت الكلمة:

أ- عوّه: لم تأتِ بالألف الممدودة وإنما جاءت بالهاء.
ب- عواء: جاءت بالألف والهمزة، صاح صياح ممدود أو لوى خطمه.
جـ- عوّى: دافع، جاءت بالألف المقصورة، وتعني عوّى عن الرجل – دافع ورد عن مغتابه أو أمال الشيء ولواه

## الموقع
تقع بلدة بيت عوا إلى الغرب من بلدة دورا، وتبعد عن مدينة الخليل مسافة 25 كم.
تقع البلدة على مجموعة من التلال، يحيطها من الشرق سلسلة جبال دورا التي ترتفع عن سطح البحر أكثر من ألف متر، في حين ترتفع البلدة عن سطح البحر حوالي 456 م
تتوسط بلدة بيت عوا مجموعة من القرى يطلق عليها اسم «قرى الخطوط الأمامية»:
- يحدها من الشمال قرى: دير سامت، الكوم، المورق، ؛ السيميا.
- يحدها من الجنوب: سـكـة، المجد، بيت الروش الفوقا، دير العسل الفوقا، البرج.
- يحدها من الغرب قرى: الدوايمة – أم الشقف.
- يحدها من الشرق: جبال دورا ومدينة الخليل. [3][4]

## طقس الـبلدة
يعتبر الطقس خلال فصل الصيف معتدل تقريباً، حيث تصل درجة الحرارة ما بين 25° أقصاها 41° مئوية، وفي فصل الشتاء تتراوح ما بين 0 – 20 درجة مئوية.
وتعتبر بلدة بيت عوا من أكثر المناطق تعرضاً للرياح الشرقية الشديدة الباردة أحياناً والحارة أحياناً.
تتعرض هذه المنطقة للأمطار الغزيرة وخاصة من المنخفضات القادمة من مصر والبحر الأبيض المتوسط. وتتراوح كمية الأمطار حسب المعدل السنوي ما بين 500- 1000 مل وسقوط الثلوج عليها نادر لأن ارتفاعها قريب من سطح البحر المتوسط. لكن تشير الروايات القديمة إلى أن المنطقة تعرضت لثلوج كثيفة في ثلاثينيات وأربعينيات القرن العشرين.
تتعرض المنطقة أيام الصيف لنسيم البحر ونجد أن الضباب والندى يغطيان البلدة والجبال المحيطة بها صباحاً، ما يضفي عليها منظراً جميلاً عند النظر إليها من قمم الجبال العالية.

## المساحة
تبلغ مساحة أراضي بلدة بيت عوا حوالي 16 ألف دونم

## الســكــان
يسكن البلدة عائلتان كبيرتان هما السويطي والمسالمة. الإحصائيات لعام 1961 أن عدد سكان بيت عوا كان 1368 نفرا منهم 638 ذكور و 730 إناث وجميعهم مسلمين. في إحصائية عام 1998 التي قامت بها السلطة الوطنية الفلسطينية بلغ عدد سكان البلدة ما بين (5 – 6) آلاف نسمة.ويبلغ عدد سكان البلدة حالياً حوالي 15 ألف نسمة، ويقال أنه سكن البلدة عائلتين من المسيحيين ولهم كنيسة تقع في حارة المسالمة.
كانت تقوم في البلدة بعض الصناعات اليدوية القديمة مثل صناعة المزاود (المصنوع من صوف الأغنام) وصناعة البسط. وكان سكان البلدة حتى عام 1980 م يشربون من نبعين مجاورين وآبار الجمع (نبع أحمد سلامة) ونبع بئر داود في واد بيت باعر.
- السويطي: أو (الصويتي)، ولا خطأ في ذلك، لأن في اللغة ما يسمى بالإبدال حيث أبدل حرف السين بالصاد وحرف الطاء بالتاء.

كلمة السويطي في اللغة تعني (المختلطة)؛ يقال أموالهم ُسوَيطة بينهم (مختلطة). وهذا دليل التعاون والاتحاد ونسيان الماضي بسرعة.
تقول بعض الروايات في كتب التاريخ أن بني سويط من بلاد نجد في شبه الجزيرة العربية هاجروا إلى الأردن، وسكنوا مدينة الرمثا؛ انتقل قسم من أبناء العائلة إلى شمال فلسطين (حيث جنين وبلدة ترشيحا في منطقة الجليل)؛ بينما انتقل قسم آخر إلى جنوب فلسطين (منطقة الخليل) وسكنوا بلدة دورا. وكانوا يشكلون مع بعض العائلات اسم العرجان (وعائلة السويطي تمتلك أراضٍ في دورا وبيت عوا وأم خشرم). ولوقوع بيت عوا في الوسط اتخذوها مشتى لهم ولتربية الماشية بأنواعها.
- المسالمة: وهم في الأصل من درعا وسكنوا دورا، وعند تقسيم دورا كان الحظ لهم أن سكنوا بجوار السويطي.

## التعليم
تأسست مدرسة البلدة عام 1946  وبلغ عدد الطلبة حينئذ " 70 " طالب يعلمهم معلمان وبعد النكبة عام 1948 ارتفعت صفوف البلدة إلى نهاية المرحلة الابتدائية، ضمت المدرسة عام 1966- 1967 م (171) طالبا. أما مدرسة البنات فقد تأسست بعد النكبة وهي أيضا ابتدائية وتحولت إعدادية تضم 141 طالبة فيما بعد تحولت إلى الثانوي الأدبي. وفي عام 1967 م قامت قوات الاحتلال بتدمير المدرسة مرة ثانية وعام 1968 تم بناء المدرسة من جديد بدأت من المرحلة الإعدادية وانتهت بالمرحلة الثانوية.
وقد تخرج من ال بلدة أعداد كبيرة من حملة الثانوية العامة تخصصوا في معظم مجالات الحياة من طب وهندسة وتعليم وتمريض وغير ذلك من المهن الشريفة التي ساعدت البلدة على النهوض بمستوى الحياة.
ويوجد في البلدة الآن مدرسة ثانوية للذكور في مدخل ال بلدة من الشرق؛ ومدرسة الإناث الثانوية في وسط ال بلدة ويوجد فيها رياض أطفال لتحسين الوضع التعليمي للبلدة منها ما هو خاص ومنها ما هو تابع للجمعية الخيرية للبلدة

## المواقع الأثرية
1. مزار الشيخ داود: يقع إلى الشمال من المسجد الحديث بأمتار وأرض المسجد تابعة له.
2. رجم الحنظل: يقع إلى الغرب من الشيخ داود.
3. رسم النقار: يقع إلى الجنوب من رجم الحنظل.
4. رسم جسر السوق: يقع في وسط البلد ما بين المسالمة والسويطي.
5. جرن المعمورة: مكان في وسط حارة السويطية
6. الكنيسة: بقاياها ما زالت موجودة بالقرب من موقع الجمعية الخيرية الآن في وسط البلد.
7. الشظروان: كهوف قديمة وأساسات منقورة في الصخور.
8. رسم خنزيرة: وهو ما بين بيت عوا وسكة ويبعد إلى الجنوب من رسم النقار بـ (500) م.
9. القصعة: (المَحامي) المسالمة
10. الطور الأبيض: سكنه الجيش التركي وفيه مخازن للجيش ومرابط للخيل

ونتيجة للبحث المحلي لسكان البلدة عن الآثار فقد وجد مصنع وفرن للفخار ووجد مئات المواسير الفخارية، مما يعتقد أن هذه المواسير كانت تستعمل لنقل المياه من الينابيع إلى الأراضي الصالحة للزراعة. وكذلك وجد في رسم جسر السوق الأصنام الصغيرة ووجد فيها مئات من التحف الأثرية الرائعة التي سرقها لصوص الآثار.
ويوجد حمام مصنوع من الرخام ذو الحجم الكبير وبعد بناء المدرسة قامت سلطات الاحتلال بسرقة هذا الكنز ونقله إلى داخل فلسطين وعرضه في المتاحف الصهيونية والذي قام بنقل الحمام (سمير شيمش) مسؤول الإسكان في الخليل وأثناء الحفريات فقد وجد مئات المقابر الكنعانية والفينيقية والرومانية والإسلامية، وهذا دل عليه مختلف أنواع العملات، أكثرها البيزنطية والإسلامية. ويوجد في جسر السوق سراديب موزعة تقريباً على جميع الاتجاهات وقد ثبت أن الرسم من أقدم الأماكن الأثرية في المنطقة كلها.
إن الكهوف الكثيرة لم توجدها الطبيعة وإنما حفرها الإنسان عبر التاريخ وبعضها يحوي وما زال معاصر الزيتون القديمة وكذلك تم كشف حجارة ضخمة بعد حفريات بناء المجلس القروي عام 1992 م وهي ليست من حجارة المنطقة تستخدم لعصر الزيتون.
وتفيد الدراسات أن منطقة بيت عوا هي من أضخم أحواض المياه الجوفية لأنها تقع في منحدر لسلسلة الجبال الغربية، وثبت ذلك بعد أن حفر الصهاينة بئراً إلى الغرب من البلدة بثلاث كيلو مترات بجانب بئر قديم من أكثر الآبار غزارة.

## الزراعة في بيت عوا
المحصول التقليدي في بيت عوا هو القمح والشعير والذرة والبقوليات بأنواعها. ومن الخضروات البندورة والكوسا والفقوس والخيار وكذلك ثبت نجاح زراعة السمسم بشكل جيد وكذلك تم تجربة البصل البعل فثبت نجاحه بشكل ممتاز.
إن حب المزارع لأرضه واستمرار الاهتمام والعناية بها جعلها تصبح جنة غناء بأشجار الزيتون المنتشرة في الجبال المحيطة بالبلدة وثبت نجاح هذه الأشجار وأصبح المحصول المفضل للمزارع بعد أن كانت البلدة تبحث وتشتري هذه الثمرة من شمال فلسطين حتى أن الاباء والأجداد يروون لنا أنهم عملوا أيام كثيرة من أجل الحصول على كمية محددة من الزيت ولكن لم يعلم أهل البلدة أن بيت عوا أرض الزيتون أيام الرومان وغيرهم لأنه وجد في جسر السوق حجارة لعصر الزيتون بشكل يثبت أن البلدة هي بلدة زيتون إن المزارع في البلدة يستغل كل شبر فيها وذلك بعد أن فقد سكانها معظم الأراضي عند احتلال فلسطين عام 1948 وهي أرض أم خشرم. ويزرع في البلدة اللوز والعنب وثبت نجاح جميع أنواع الأشجار وخاصة الجوافة والمشمش وغير ذلك من الأشجار المثمرة.

## الحياة الاجتماعية
يسكن هذه البلدة عائلتان كبيرتان هما السويطي والمسالمة، وقد قدم إليها بعض العائلات الصغيرة وبعد التزاوج والاختلاط وطول المدة أصبحوا وكأنهم فرع من تلك العائلات وعائلة السويطي التي تسكن بيت عوا هم نفس العائلة التي تسكن دورا – ترشيحا – وقباطية، وتوجد علاقات اجتماعية جيدة بينهم.

## الــتــجــارة
يمكن اعتبار بيت عوا مركز تجاري في فلسطين وذلك للحركة التجارية التي توجد فيها وقد جذبت هذه التجارة معظم أبناء فلسطين مما يظهر النشاط الممتاز لأبناء البلدة من الناحية التجارية ومنها تجارة الحيوانات، ومواد البناء، والموبيليا، والقديم أيضاً. ويوجد في الجهة الشرقية من البلدة نشاط تجاري كبير.
وهي البلدة التي تقوم بتجارة الاثاث القديم (المستعمل)

## المرافق العامة
- مسجد عمر بن الخطاب: يقع في وسط البلدة. وبني مسجد آخر في القسم الشمالي من البلدة ومسجدان في القسم الشرقي من البلدة ويوجد في البلدة أكثر من خمس دواوين تستخدم للمناسبات العائلية.
- العيادة الصحية: بعد تدميرها عام 1967 م، أعيد بناء العيادة الحكومية وما زالت الخدمات فيها قليلة رغم وجود طبيب حكومي وممرضة وممرض فيها وقد تم إنجاز أهم مشروع صحي من التبرعات والجمعيات الخيرية الخارجية وأبناء البلدة في الشتات حيث تم بناء مستوصف متكامل بالإضافة إلى سيارة إسعاف تبرعت بها الجالية العربية والإسلامية في (شيكاغو - الولايات المتحدة الأمريكية) وعن طريق أبناء البلدة في إسبانيا وقد تبرع أبناء البلدة بقطعة الأرض التي تم بناء المستوصف عليها وتقدر مساحتها بـ (2000 م).
- رياض الأطفال: يوجد في البلدة ثلاث رياض أطفال معظمها تابعة للجمعية الخيرية.
- الجمعية الخيرية: يوجد في البلدة منذ السبعينيات جمعية تقوم على أعمال الخير ولكن نتيجة الاحتلال وما زالت قليلة الخدمة ويقوم عدد من السكان بتحسين حال الجمعية ببناء مكان دائم.
- المجلس المحلي: تم تعين هذا المجلس حديثاً وعلى الرغم من التحفظ على هذا المجلس، إلا أنه قام بخدمات ممتازة في البلدة فقد تم توصيل الكهرباء إلى البلدة عن طريق جمعية بيت عوا للكهرباء وثبت ضعفها وأعيد ربطها بشبكة مدينة الخليل وتم توصيل المياه من التقوع من منطقة بيت لحم وأصبح المجلس المحلي الآن مجلس بلدي تم تعينه عن طريق السلطة الوطنية الفلسطينية.
- بناء عيادة صحية كبيرة تشمل اطباء عامة باطنية وعظام وتشمل على مختبر بكافه محتواه الصحية الازمة لاجراء جميع الفحوصات الطبية

## أحداث تاريخية
من خلال الحفريات الأثرية التي قام بها سكان البلدة بعد حرب 1967 م، تم الكشف عن مواقع أثرية قديمة متنوعة. ونتيجة لعدم مراقبة الآثار، فقد سرقت الآثار الفلسطينية من مواقعها القديمة والتي تثبت حضارات الأمم السابقة في هذه المواقع الفلسطينية العظيمة.
فقد تم اكتشاف مقابر كنعانية وفينيقية في منطقة بيت باعر وخلة حريبة وخلة الفول مما يثبت أن مكان البلدة الحالي كان يسكنها الكنعانيون والفينيقيون، وكذلك تم كشف قطع أثرية بالقرب من رجم الحنظل وجسر السوق من عملات فضية ومعدنية أخرى. وتم كشف مقابر يونانية قديمة وكذلك بيوت من الحجر الجيد وكهوف تعود بتاريخها إلى اليونانين والرومان. وأهم هذه المواقع جسر السوق ورجم الحنظل وواد أبو المقور وخلة حريبة ومنطقة سعيدة.
وتم الكشف عن مصانع الفخار ومعاصر الزيت، لا يزال بعضها موجود في منطقة الرسم، حيث تم الكشف عن مخزن من الرسوم المتنوعة في الرسم (جسر السوق). وفي عام 1984 م قام الصهاينة بسرقة تحفتين أثريتين على يد ما يدعى (سمير شيمش) الذي كان يترأس بلدية الخليل إبان الحكم العسكري ونقلها إلى منطقة العفولة شمال فلسطين (هما حمامان رومانيان مصنوعان من الرخام الأبيض الممتاز الذي يعود إلى العهد الروماني القديم، وكانا يقعان حول مدرسة الإناث في البلدة، وفي رسم النقار قطع من الفسيفساء الجميلة التي تكسو مساحة كبيرة من الأرض وما زالت موجودة. وقد وجدت عملات تعود إلى العصر الأيوبي، ما يدل على أن صلاح الدين الأيوبي قد مر من المنطقة إلى عسقلان. وكذلك وجدت آثار وقطع معدنية تعود إلى العصر الفاطمي والمملوكي.
وقد تعرضت بلدة بيت عوا إلى التدمير الكامل عام 1948 م، وأعيد بناؤها مرة أخرى. وفي عام 1967 م دمرت البلدة تدميراً كاملاً، وأعيد بناؤها علما بأنها قد تعرضت إلى اعتداءات كثيرة ومتعددة في عام 1954 م وعام 1956 م. وبفضل صمودها تمكنت البلدة من النهوض من جديد، حيث تواصل التعليم والتجارة والبناء. وبقيت البلدة شامخة ومتقدمة علمياً واقتصادياً بفضل شبابها الواعي المثقف. وفي الانتفاضة الثانية، تعرضت البلدة للظلم والاضطهاد حيث حرم أهلها من ممارسة التجارة ومن الوصول إلى المزارع والحقول والعمل، ما أعاد الحياة العامة إلى نقطة الصفر.